# Фроман, Михаил Александрович
Михаил Александрович Фроман (настоящая фамилия Фракман; 5 апреля 1891, Ташкент — 21 июня 1940, Ленинград) — русский писатель, поэт и переводчик. Секретарь Ленинградского союза поэтов.

## Биография
В 1911 году уехал в Германию, где до 1914 года учился в высшем техническом училище Дармштадта. К началу 1920-х перебрался в Петроград.
В 1927 году выпустил сборник стихов «Память».
Автор повестей «Жизнь милой Ольги» (1930), «Конец Чичикова» (1929]), песен для кинофильмов («Далёко, далёко за морем», «Золотой ключик», 1939). Писал стихи для детей.
Известен как переводчик поэзии и прозы с немецкого (Генрих Гейне, Лион Фейхтвангер), английского (Редьярд Киплинг), украинского (Тарас Шевченко, Павло Тычина), казахского (Махамбет Утемисов), грузинского (Николоз Бараташвили, Александр Чавчавадзе).
Был женат на поэтессе Иде Моисеевне Наппельбаум, которая после его смерти снова вышла замуж.
Умер после неудачной операции на желчном пузыре 21 июня 1940 года.
Похоронен на Волковском лютеранском кладбище.

## Книги
- Фроман М. Мышенок Алешка и кошка Матрёшка: Стихи для детей. / Рис. Вл. Конашевич. Л.: Брокгауз-Ефрон, 1925. — 12 с. илл.
- Фроман М. Железо: Стихи для детей. / Рис. М. Фогт. — М.; Л.: Радуга, 1926. — 12 с. цв. илл.
- Фроман М. Хлеб: Стихи для детей. / Рис. Б. Крейцера, А. Барутчева. — Л.: Ленгиз, 1926. — 14 с. цв. илл.
- Фроман М. Память: Стихи. 1924-1926. — Л.: Academia, 1927. — 60 с.
- Фроман М. Петрушка: Стихи для детей. / Рис. Е. Хигера. — М.; Л.: Радуга, 1927. цв. илл.
- Форман М. Жизнь милой Ольги: Рассказы. Л.: Издательство писателей в Ленинграде, 1930. — 146 [2] с.
- Фроман М. Избранные переводы: Стихи. / Вступит. статья И. Оксенова. — Л.: ГИХЛ, 1940. — 175 с. 5000 экз. портр.
- Фроман М. Две повести. / Сост. и предисл. Е. Коган. — М.: Водолей, 2015. — 104 с. ISBN 978-5-91763-266-7